# Helsingforsregionens universitetscentralsjukhus

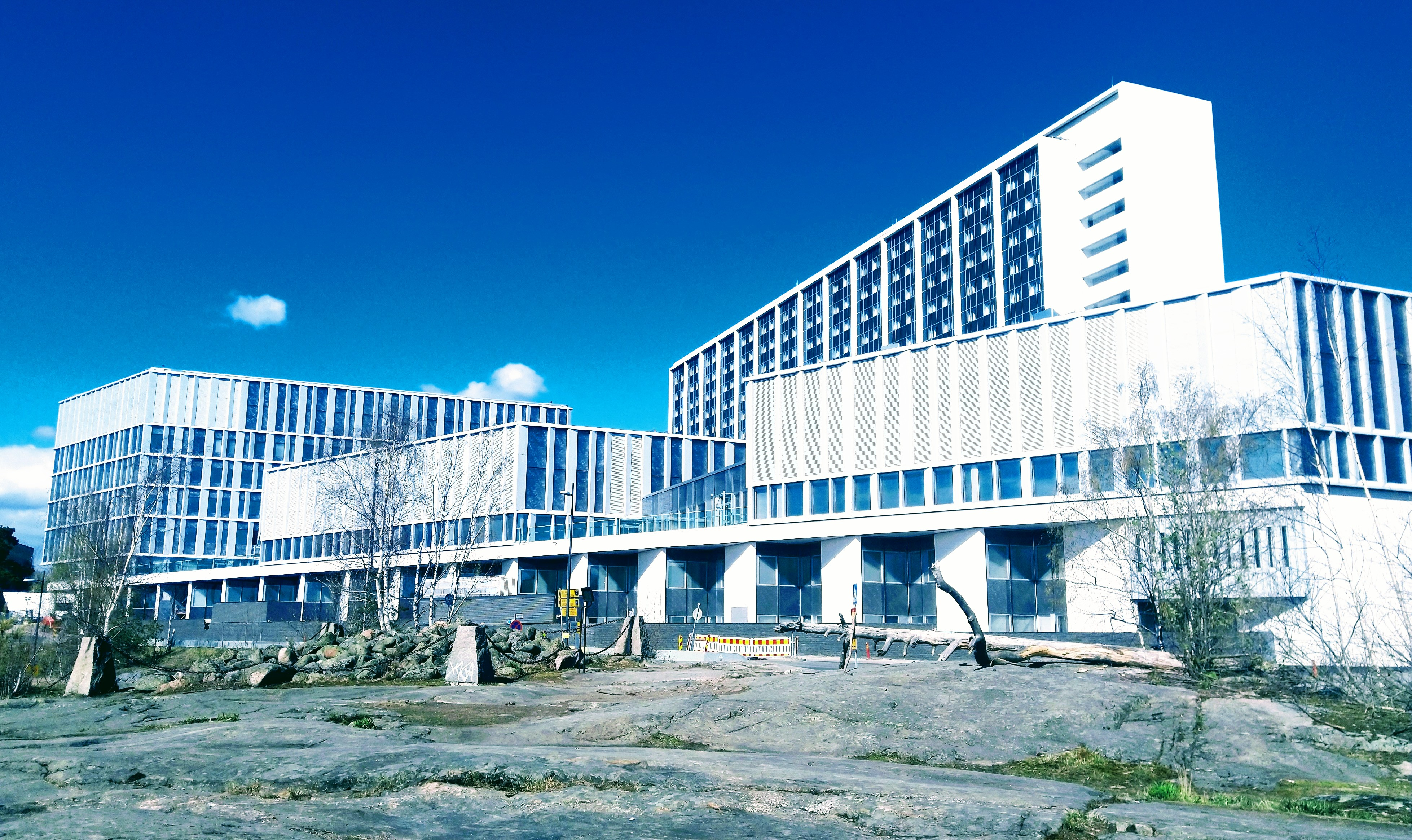
Mejlans sjukhus är ett av de största sjukhusen inom Helsingforsregionens universitetscentralsjukhus.

Helsingforsregionens universitetscentralsjukhus (HUCS) är ett sjukhus i Finland som drivs av samkommunen Helsingfors och Nylands sjukvårdsdistrikt (HNS). Upptagningsområdet består av Esbo, Grankulla, Helsingfors, Kervo, Kyrkslätt och Vanda.
Helsingforsregionens universitetscentralsjukhus (HUCS) bildades 2000 genom sammanslagning av de sjukhus i Helsingfors och Nyland som tillhandahåller specialsjukvård. HUCS har sjukhus i Esbo, Helsingfors och Vanda. Universitetscentralsjukhuset består således av Aurorasjukhuset, Barnets Borg, Barnkliniken, Nya barnsjukhuset, Hertonäs sjukhuset, Hud- och allergisjukhuset, Jorv sjukhus, Kirurgiska sjukhuset, Kvinnokliniken, Kliniken för cancersjukdomar, Mejlans triangelsjukhus, Mejlans tornsjukhus, Pejas sjukhus, Psykiatricenter, Tölö sjukhus och Ögon-öronsjukhuset. 
Föregångaren Helsingfors universitets centralsjukhus grundades 1957 och inledde sin verksamhet 1958. Det bildades till stor del av det statsägda Allmänna sjukhuset i Helsingfors (grundat 1861), Röda korsets sjukhus (numera Tölö sjukhus, invigt 1932) och Lappvikens sjukhus, inledde sin verksamhet 1958. Det bestod av drygt 20 kliniker och institutioner fördelade på ett flertal sjukhus och klinikbyggnader, bland annat Mejlans sjukhus (invigt 1965), Kirurgiska sjukhuset (1888), Kvinnokliniken (1935), klinikerna i Kronohagen (uppförda på 1830- och 40-talet) och Allergisjukhuset (1962, anslutet till HUCS 1970).